# Passageulepolder
De Passageulepolder (ook: Oude Passageulepolder) werd bedijkt in 1523 door Matthias Louweryn, nadat, vermoedelijk in 1404, de "Oude" Passageule was ontstaan.
In 1570 overstroomde deze polder weer. In 1583, toen de dijken werden doorgestoken, ontstond de "nieuwe" Passageule. Deze deed dienst als Staatse Linie.
Weliswaar vond herdijking plaats, maar daarbij viel de Passageulepolder uiteen, aangezien de linie nog in gebruik was. Zo ontstond:
- Oude Passageulepolder noordelijk deel, in 1650
- Oude Passageulepolder zuidelijk deel, in 1711

De Nieuwe Passageulepolder, ingedijkt in 1788, maakte geen deel uit van de oorspronkelijke Passageulepolder.